# Павловка (Локтівський район)
Па́вловка (рос. Павловка) — село у складі Локтівського району Алтайського краю, Росія. Входить до складу Александровської сільської ради.

## Населення
Населення — 155 осіб (2010; 224 у 2002).
Національний склад (станом на 2002 рік):
- росіяни — 97 %